# Terry Jones
Terry Graham Parry Jones (Colwyn Bay, 1. veljače 1942. – London, 21. siječnja 2020.), britanski komičar, glumac, režiser, pisac, autor povjesničarskih dokumentaraca i bivši član komičarske grupe Monty Python.

## Životopis

### Mladost
Jones je rođen u gradu Colwyn Bay u Walesu; otac mu je bio Velšanin, a majka Engleskinja.  Obitelj je uskoro preselila pa je Terry pohađao Royal Grammar School u Guildfordu.   Bio je odličan učenik i kapetan ragbi-reprezentacije; tada se počeo zanimati i za glumu.  Diplomirao je engleski jezik na fakultetu St Edmund Hall unutar Oxfordskog sveučilišta.  U studentskim danima je upoznao Michaela Palina s kojim je još tada zajedno pisao razna kazališna djela.
Nakon fakulteta je radio na televiziji: s Palinom je surađivao na humorističnim emisijama Twice a Fortnight i The Complete and Utter History of Britain, a na Do Not Adjust Your Set je osim s Palinom radio i Ericom Idleom, također budućim članom Monty Pythona.  1970. se oženio; sa ženom, Helen, imao je dvoje djece.

### Monty Python
Na Letećem cirkusu je također surađivao s Palinom: u početku su skečeve pisali zajedno, a i kasnije su nastavili pomagati jedan drugome.  Jedan od najpoznatijih Jonesovih skečeva bio je onaj s gospodinom Creosoteom, groteskno debelim čovjekom koji za vrijeme večere u restoranu obilno povraća, a na kraju se prejede i eksplodira.  Uspješan je bio u ulogama neuglednih sredovječnih žena, a često je glumio i starije muškarce iz više klase.  Osim toga, radio je na međusobnom povezivanju skečeva i šala, pretvarajući tako pojedinačne radove u cjelinu.  Jones se iskazao i kao režiser: režirao je Brianov život, a na Smislu života i Svetom Gralu je surađivao s Terryjem Gilliamom.

### Nakon Pythona
Nakon kraja Letećeg cirkusa, nastavio je raditi s Palinom na seriji Ripping Yarns.  Napisao je scenarij za film "Labirint" iz 1986. godine, režirao je filmove Erik the Viking (1989.) i "Vjetar u vrbama" (The Wind in the Willows, 1996.).  Pisao je knjige o srednjovjekovnoj i antičkoj povijesti i po njima pravio dokumentarce: 2004. je snimio "Srednjovjekovne živote" (Terry Jones' Medieval Lives), a 2006. "Barbare" (Terry Jones' Barbarians); u njima je nastojao razbiti neke povijesne mitove, kao što su popularno shvaćanje srednjeg vijeka i kulturna dostignuća barbara iz antičkog doba.  Napisao je i brojne knjige za djecu, a za novine The Guardian, The Daily Telegraph i The Observer  pisao je članke u kojima kritizira modernu britansku politiku pod vladom Tonyja Blaira.

## Dokumentarne serije
- Crusades (1995.)
- Ancient Inventions (1998.)
- Terry Jones' Medieval Lives (2004.)
- The Story of One (2005.)
- Terry Jones' Barbarians (2006.)

## Vanjske poveznice
- Terry Jones.net – Semi-official fan site
- Terry Jones u internetskoj bazi filmova IMDb-u (engl.)
- Terry Jones na BBC Guide to Comedy
- Terry Jones na Comedy Zone